# Beniamino Lubrini
Beniamino Lubrini (Gromo, 20 aprile 1980) è un ex fondista di corsa in montagna italiano.

## Biografia
Nel 1999 ha partecipato ai Mondiali di corsa in montagna, nei quali ha vinto sia la medaglia d'oro individuale che quella a squadre. Nel medesimo anno ha anche partecipato ai Mondiali di cross, sempre nella gara juniores, nella quale si è piazzato in centoduesima posizione.

## Palmarès
| Anno | Manifestazione                | Sede     | Evento         | Risultato | Prestazione | Note |
| ---- | ----------------------------- | -------- | -------------- | --------- | ----------- | ---- |
| 1999 | Mondiali di corsa in montagna | Kinabalu | Corsa juniores | Oro       | 35'51"      |      |
| 1999 | Mondiali di corsa in montagna | Kinabalu | A squadre      | Oro       | 21 p.       |      |
| 1999 | Mondiali di cross             | Belfast  | Corsa juniores | 102º      | 29'54"      |      |

## Campionati nazionali
1999
- 5º ai campionati italiani juniores di corsa campestre
- Oro ai campionati italiani juniores di corsa in montagna

## Altre competizioni internazionali
1998
- Oro al Cross della Vallecamonica ( Darfo Boario Terme), gara juniores[3]

1999
- 20º al Trofeo Plebani ( Adrara San Martino)

2018
- 28º alla Millegradini ( Bergamo) - 15'53"[4] (in squadra con Maurizio Bonetti)